# Henuttaunebu
Henuttaunebu, auch Henut-tau-nebu oder Henut-ta-neb, war eine altägyptische Prinzessin der 18. Dynastie, (Neues Reich).

## Name und Herkunft

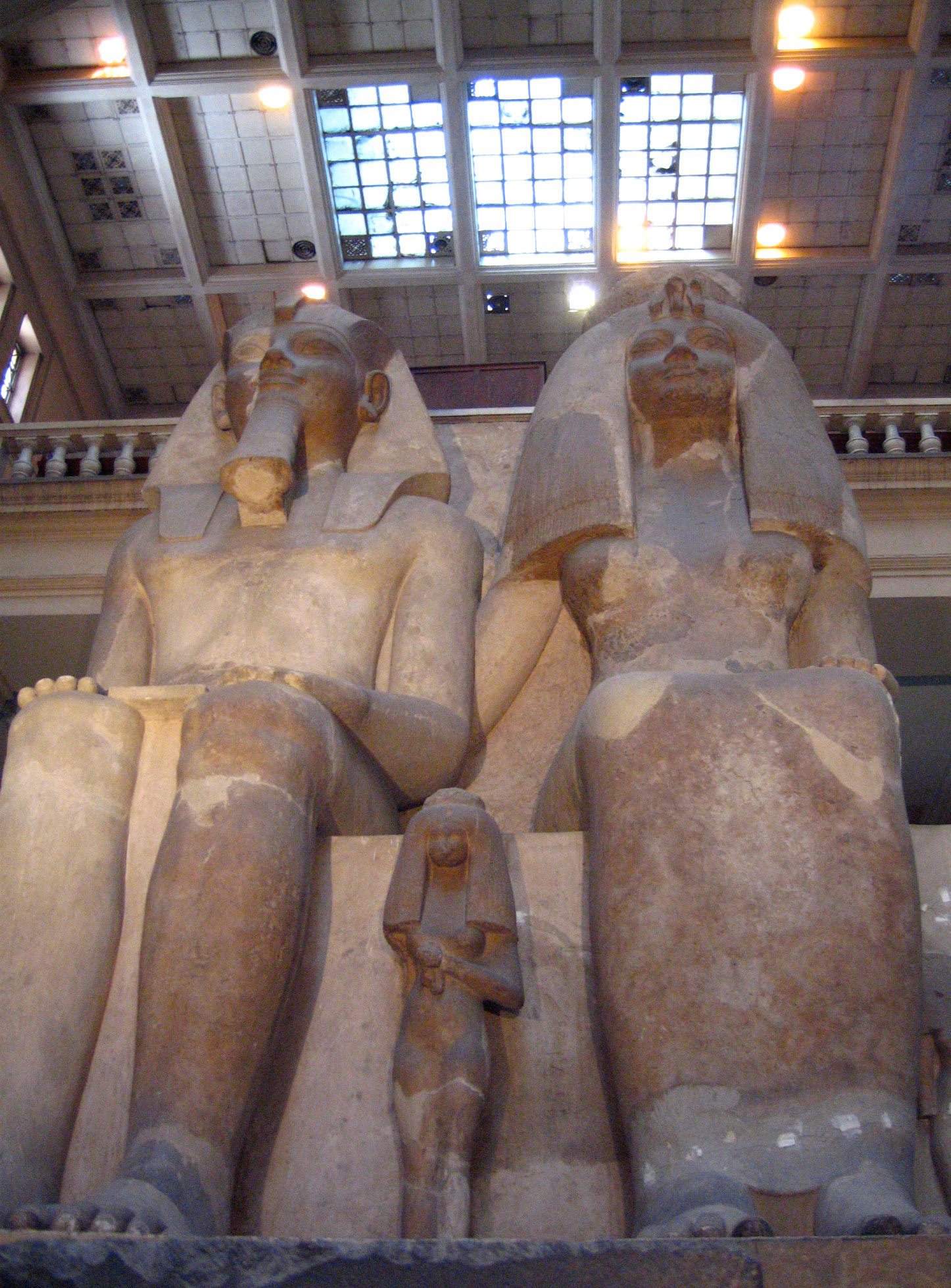
Kolossalstatuen (Kairo JE 33906), zwischen ihren Eltern, König Amenophis III. und seiner Gemahlin Teje, steht Henuttaunebu, Ägyptisches Museum (Kairo).

Ihr Name bedeutet „Herrin aller Länder“. Henuttaunebu war die zweite oder dritte Tochter von Amenophis III. und seiner Großen Königlichen Gemahlin Teje wie auch Schwester von Thutmosis, Amenophis IV. (Echnaton), Sitamun, Nebet-tah und Iset.

## Belege
Namentlich erwähnt wird Henuttaunebu neben ihren Eltern und ihrer Schwester Iset auf einer aus Karneol gefertigten Gemme und einer aus Medinet Habu stammenden Kolossalstatue ihres Vaters, die neben Amenophis III. und Teje auch Nebet-tah und eine weitere Prinzessin nennt. Weitere Darstellungen und Erwähnungen der Prinzessin finden sich im Tempel Amenophis III. in Soleb und auf einer aus Malqata stammenden Stele sowie einigen Fayencestücken.
Es ist unklar, ob Henuttaunebu in die Reihe der Königinnen so wie Sitamun und Iset erhoben wurde. Als Gemahlin eines Königs wird sie an keiner Stelle genannt,
jedoch ist ihr Name auf der oben erwähnten Karneol-Plakette von einer Kartusche umgeben. Zu diesem Privileg waren nur Könige und ihre Frauen berechtigt.
Nach dem Tod ihres Vaters wird sie nicht wieder erwähnt.